# Mocani

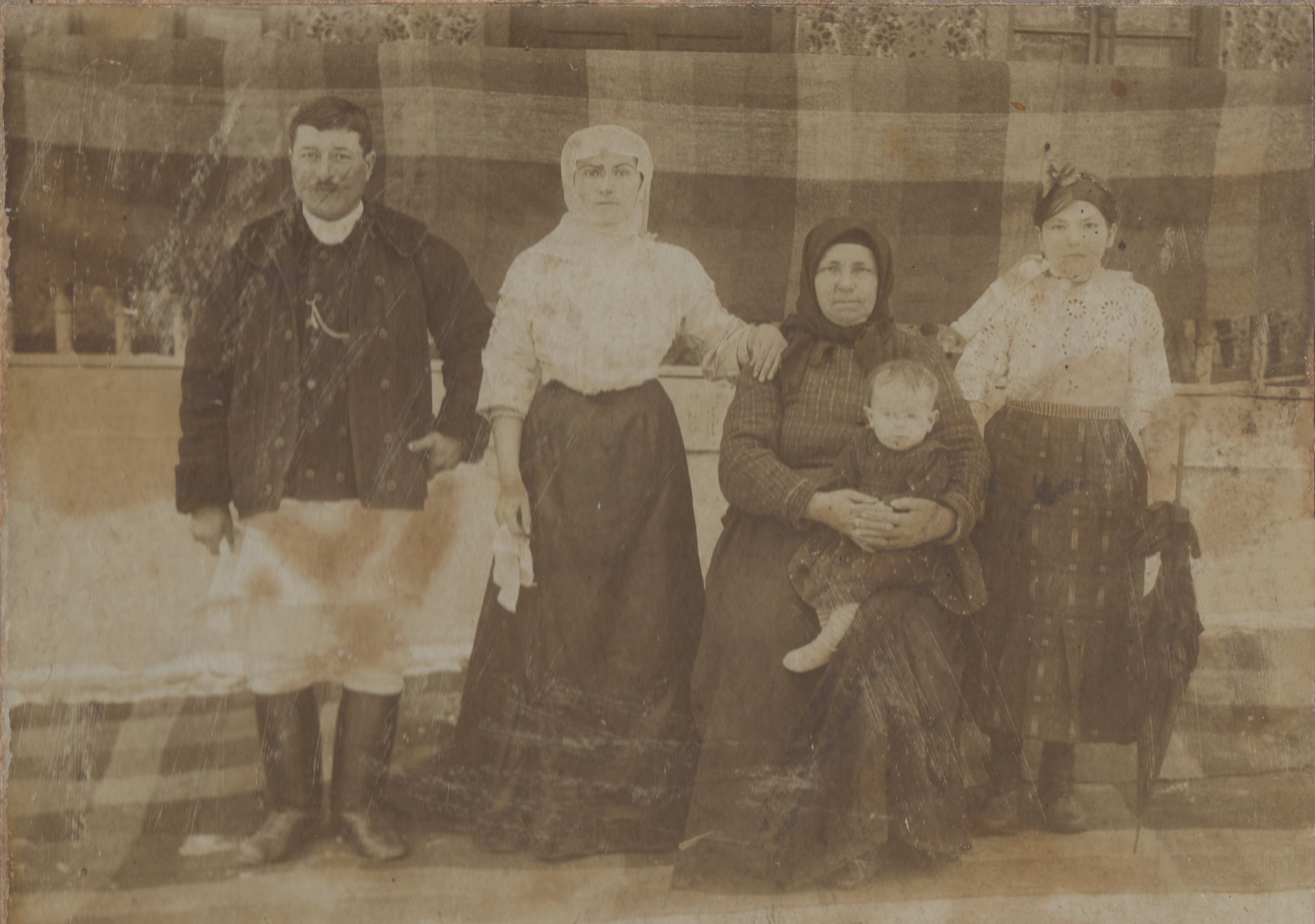
Mocani din Brețcu, Regatul Ungariei, ulterior România

Mocanii sunt comunități pastorale autohtone de oieri români similare în multe privințe cu aromânii (în special cu ramura fărșeroților și cea a grămuștenilor, cu care de altfel au coabitat în stâne), situate mai ales în două regiuni distincte din sudul Transilvaniei, dar și în alte arii ale acestei provincii. 

## Ramurile mocanilor și situarea lor geografică
Cele mai mari comunități distincte de mocani se situează în Transilvania și la trecătorile acesteia, regiunea istorică cea mai intens populată de comunitățile de veterani ai armatei romane, lăsați la vatră și împropietăriți - a se vedea în acest sens toate regiunile din jurul castrelor romane de la nordul și sudul Dunării. Ca mărime și conservare, prima este cea din Mărginimea Sibiului (la vest de orașul Sibiu) iar cea de-a doua la est de Brașov în zona Săcelelor, nu departe de curbura Carpaților. Atât mocanii mărgineni, cât și cei săceleni au fost denumiți în trecut „ungureni”, când aceștia se aflau în tranzit ori se stabileau pe teritoriul „vechiului regat”.
Pe actualul teritoriu al României există mai multe mocănimi: în județul Alba mocănimea Almaș-Zlatna-Meteș, mocănimea Balșa-Geoagiu, mocănimea Șard-Ighiu-Întregalde-Geoagiu de Sus în contingența cu mocănimea Valea Aiudului-Trascău (fostul castru roman Turusco, cu minele de fier) și mocănimea Aiud-Turda-Călățele, mocănimea Valea Târnavelor-Jidvei-Craciuneal-Blaj, contingentă cu mocănimea Sebeș-Daia Română-Cut-Răhău și cu mocănimea de pe Valea Sebeșului-Jina, aflată în contingență istorică cu cea din nordul Gorjului; mocănimea de pe versantul vestic și nordic al Munților Apuseni, Sălicea-Călățele-Huedin; mocănimea Năsăud-Valea Bârgaului, mocănimea Rucăr-Bran, mocănimea Racoș-Brașov, mocănimea Făgărașului, mocănimea de pe Valea Jiului-Petroșani (momârlanii), mocănimea din Țara Hațegului, mocănimea gugulanilor, mocănimea din Subcarpații Getici (Câineni), etc.

### Mărginimea Sibiului
Mocanii din zona Mărginimii Sibiului poartă și denumirea alternativă de 'țuțuieni' respectiv 'mărgineni'. Sașii din Sibiu i-au denumit 'Gebirgswalachen' („valahi de munte”, adică români de munte) sau 'die Tzutzuianen' (Zuzujanen).
Într-o accepțiune mai largă, Mărginimea Sibiului reprezintă o entitate geografică, istorică și etnografică cuprinzând salba de sate românești așezate la poalele munților Sibiului. Limita răsăriteană este satul Boita, așezat pe malul drept al Oltului, la intrarea în defileul omonim, iar limita de vest este comuna Jina, având drept hotar râul Sebeș. 
Mărginimii Sibiului aparțin localitățile Boita, Sadu, Râul Sadului, Tălmaciu, Tălmăcel, Rășinari, Poplaca, Gura Râului, Orlat, Fântânele, Sibiel, Vale, Săliște, Galeș, Tilișca, Rod, Poiana Sibiului și Jina. 
Într-o accepțiune mai restrânsă, Mărginimea Sibiului este teritoriul din fostul ducat al Amlașului, având ca nucleu satele din jurul cetății Salgó, dintre care cel mai reprezentativ era Săliștea (Magna Villa Valachicalis), fost sediul scaunului cu același nume.
Unele dintre ele (Săliște, Rășinari, Vale, Poiana Sibiului) au practicat oieritul transhumant, păstorii mărgineni ducându-și turmele de oi la Dunăre, în Dobrogea, până în Caucaz și Peninsula Balcanică. Tipice pentru mărgineni sunt așa-zisele „drepturi din bătrâni”, drepturi cutumiare in forma simplificată a Codului lui Justinian, bazate pe jus valahicum, specific tuturor organizărilor prestatale românești, fie dintre Munții Tatra și Dunăre, sau Dunăre și Pelopones - autonomia și dreptul de aplicare a dreptului valah fiindu-le recunoscute românilor din calitatea de foști "cives romani" (cetățeni romani). Au avut deprinderi militare moderne din timpurile când locuitorii acestor sate aveau atribuții de pază a hotarelor și trecătorilor în sec. XVIII, prin constituirea de către Maria Tereza a Regimentului I de graniță românesc, cu sediul la Orlat, sau cel de la Năsăud. 

### Mocanii săceleni și cei din zona adiacentă: moroieni, colibași, bârseni
Mocanii din zona Brașov-Săcele (mai precis cei din așa-numitele „șapte sate”) sunt considerați a fi „adevărații” mocani. Prin tradiție, ei au practicat transhumanța cu turme imense de oi, iar in secolul al XIX-lea, mai ales după tratatul de la Adrianopol, care le-a îngrădit mișcarea, au fost și „cărăuși” conducând garnituri sau caravane de mărfuri pe mari distanțe, aidoma aromânilor cărvănari.  Ei nu sunt cunoscuți sub un alt nume, deși ocazional sunt denumiți și mocani bârseni, deși apartenența Săcelelor ca atare la Țara Bârsei, entitate politico-geografică medievală germană cunoscută sub numele de Burzenland, este disputată. 

Alte comunități pastorale limitrofe mocanilor săceleni sunt 'moroienii' din culoarul Rucăr-Bran, la hotarul dintre Transilvania și Muntenia (Valahia). Aceștia se mai numesc și 'colibași' sau colibași brăneni, deși nu este clar dacă cele două comunități, a căror denumire a căzut în desuetudine, sunt una și aceeași. Colibașii practicau de asemeni, până de curând, transhumanța, fiindu-le specifică un fel de „transhumanță locală de subzistență” într-un mod dezorganziat, oportunist. De la ei provine denumirea diverselor localități Colibași din Muntenia.
Colibașii sunt concentrați în jurul pasului Bran (din jud. Făgăraș), într-un ținut de circa 80 km pătrați.
Colibașii brăneni duc în continuare o viață nomadă autentică. Au și locuințe permanente, dar se deplasează cu turmele dintr-un loc în altul, dintr-o țară în alta. Locuitorii de sub cetate intră în contact, chiar dacă rar, cu restul populației mai civilizate din regiune și orașe. Cei ce se află mai sus de cetate, într-o izolare totală, sălășluiesc numai cu turmele și, din cauza răsfirării, au contacte rare până și unii cu alții.
Școala și educarea poporului le sunt noțiuni necunoscute, însă e o populație pașnică. Acești locuitori munteni, cu onestitatea lor tipică, sunt victima unei preoțimi pătrunse de egoism. Aceasta îi menține dinadins la nivel infantil de înapoiere ca să-i poată extorca/șantaja mai ușor. Ocupațiile le sunt aproape fără excepție creșterea animalelor și contrabanda. De puțin timp încoace începură să aibă oarece dispoziție și pentru agricultură, în măsura în care însămânțează porumb ici-colo, prin grădinile lor împrejmuite cu garduri. Înainte de 1848 căutau să se arate săraci, întrucât, dacă inspectorii (fiscali) constatau spor (economic), le măreau birul. Între timp, de când n-au nevoie de tertipul cerșetoriei, încep să vădească mai multă îngrijire, în vestimentație și la case. Portul se aseamănă mai curând cu cel al locuitorilor Valahiei. Femeile își leagă turban, se încalță cu opinci și poartă cojoc (bundiță) lung(ă) cu nasturi. Atât femeile cât și bărbații își taie părul puțin îngrijit în stil breton până deasupra sprâncenelor, ceea ce dă fețelor mohorît întunecate o mină stranie. Femeile și bărbații umblă mereu călare pe cai de munte bondoci, nu prea știu ce e căruța, cel mult folosesc cotiga cu două roți - vehicul văzut arareori. Cauza - lipsa totală a drumurilor: nu prea caută să aiba contact cu orașele. Întrucât se mulțumesc cu puțin, le ajunge ce pot exploata din oierit (lapte, carne, lână, piei, straie) 

## Mocanii non-transhumanți
Un al treilea grup distinct de mocani ocupă valea Arieșului între comuna Bistra (unde tradițional începe Țara Moților) și până în josul văii în apropiere de Cheile Turzii. Aceste comunități de mocani sunt cunoscute sub numele de mocănimea Văii Arieșului. „Centrele” de odinoară ale acestei mocănimi sunt satele Lupșa și Sălciua, unde, până de curând, aurul se exploata direct din apa râului, scursă prin sitele manevrate de localnici. Proximitatea acestor resurse și relieful tipic fac ca acești mocani să fie mai degrabă crescători de vite decât oieri. Mocănimea văii Arieșului se extinde la nord pe cursurile râurilor afluente ale Arieșului, în special pe valea râului Poșaga (valea Poșăgii) cuprinzând zona din jurul comunei Mărișel, aflată pe teritoriul județului Cluj , loc tradițional de întâlnire estivală a mocanilor.
Al patrulea grup de mocani e reprezentat de mocănimea Ampoi-Întregalde, situată, ca și mocănimea Văii Arieșului, tot pe teritoriul de azi al județului Alba.
Mocanimea Munților Apuseni cuprinde satele din sud-estul Munților Apuseni, din bazinul mijlociu al Arieșului și Ampoiului. Zona este alcătuită din mai multe subzone: a Munților Trascău, a Albei și Ampoiului, situată pe cursul mijlociu al Văii Arieșului, între Baia de Arieș la apus și Buru la răsărit, o zonă izolată, păstrătoare de elemente etnografice arhaice. Relieful circumscris de mocănime este de deal-munte și ocupațiile specifice zonei sunt agricultura de șes, de deal și de munte: agricultura în terase, păstoritul, pomicultura. Portul popular din mocanime este integral alb. Mocanii de regiune sunt legați locului, spre deosebire de moți, care sunt „toți în drum”, călătoresc pentru a-și vinde produsele de lemn. Tipice pentru aceasta zona etnografică sunt șurile acoperite cu paie sau șindrila, monumentale prin înălțimea acoperișului sau grajdurile mari de bârne, acoperite cu paie. Casele sunt la fel foarte înalte, proporția dintre înălțimea pereților și cea a acoperișului fiind de 1 la 3. Uneori construcțiile sunt ridicate pe un soclu de lespezi de piatră. Satele mocanimii Ampoiului sunt atestate ca fiind cele mai vechi din regiune
Autorul Ioan Rusu Abrudeanu „fixa” în 1928 limitele geografice ale teritoriului locuit de mocanii zonei colinare a Munților Apuseni după cum urmează:
Ei (mocanii n.n.) sunt resfirați pe teritoriul care începe de o parte dela Dealul Mare, lângă Abrud, pe Valea Ampoiului în jos până la Ampoița, apoi dela Detunata spre Răsărit și Sud până la Cheile Râmețului și Întregalde, iar de altă parte dela Lupșa pe Arieș în jos până la Baru și muntele Bedeleului, ca și întreaga populație de pe Valea Ierii până la muntele Dobrin
A cincea mocănime a fost semnalată de etnograful și antropologul Nicolae Dunăre (vezi bibliografia) și cuprinde câteva comune grupate în jurul așezărilor Șieu-Monor din județul Bistrița-Năsăud, sub denumirea generică mocănimea Șieu-Monor.
O a șasea mocănime s-ar afla -tot potrivit lui N. Dunăre- pe valea superioară a Mureșului, cuprinzând câteva comune situate în defileul Deda-Toplița, ca Filea, Vătava, Morăreni etc. Aceștia se mai numesc și ițani. Satele păstorești de pe Valea Gurghiului, cum ar fi Hodac, în munții deasupra căruia s-au aflat, tradițional, locuri special amenajate unde se tundeau oile mocanilor mărgineni, au ca port popular tipic „straiele” și pălăriile mocănești, iar locuitorii lor pot fi descriși de asemenea ca mocani.

### Mocanii Țării Vrancei și ai Carpaților de curbură
În anumite sate de pe versanții Munților Vrancei zonă numită și Ținutul Vrancei, cum ar fi Răcoasa, Reghiu și altele, unde există documentată încă din evul mediu timpuriu o puternică tradiție pastorală și de oierit, locuitorii sunt numiți (și se numesc ei înșiși) mocani. Nu este clar dacă acești mocani vrânceni reprezintă o mocănime propriu-zisă. În caz afirmativ, ei ar forma cea de-a șaptea mocănime — situată la punctul de întâlnire dintre Transilvania, Moldova și Muntenia. Etnograful vrâncean Ion I. C. Diaconu consideră că acești oieri vrânceni nu sunt mocani „adevărați”, ci păstori moldoveni medievali din Țara Vrancei și că au primit denumirea mocani doar prin asociere. Mocanii vrânceni nu practica transhumanța, mutandu-se doar vara pe local, în munții Vrancei. Țara Vrancei avea în evul mediu o identiate proprie, diferită de cea a Moldovei. Nu întâmplător, balada Miorița are ca personaje un baci vrâncean, distinct de cel moldovean și de cel ungurean.
Țara Vrancei se bucura de o autonomie față de cetatea de scaun a Sucevei, suzeranitate plătită cu căpățâni de sare, miere de albine sau turme de oi. De altfel, ținutul Vrancei a reintrat oficial între hotarele Moldovei, cu autonomia amintită, la 10 martie 1482, după ce Ștefan cel Mare a stabilit granița cu Țara Românească pe râul Milcov, alipind Adjudul și părțile dinspre răsărit.
Cu toate că nu au fost ei înșiși transhumanți, mocanii de aici locuiau în acele sate montane vrâncene care au fost parte integrantă a așa numitelor „drumuri ale oilor” din evul mediu și o zonă de confluențe complexe.
Scrierile despre traseele transhumanței dau seama și amplitudinea imaginilor rechemate din trecut. Turmele transilvane de oi, de exemplu, în drumul lor spre Deltă sau Balta Brăilei, se scurgeau pe traseul Lepșa – Tulnici – Bârsești – Valea Sării
Mai la nord, în munții Bacăului, există o altă zonă mocănească bine demarcată, în care localnicii își au obârșia în sânul mocanilor ardeleni bârseni. Zona lor se cheamă uneori mocănimea Cașinului. Despre ei a scris Alexandru Vlahuță în „România pitorească”
De pe larga tăietură a șușiții, o luăm pe la Câmpuri în sus, pe pârăul Negru, urcăm spre Miazănoapte, pe sub coastele Tihăraielor, prin păduri brăcuite, prin meleaguri pustii, scrijelate de rovine, și ieșim, după două ceasuri de suiș, pe culmea Tempei, de unde ne lăsăm, țiind matca Haloșului, la mânăstirea Cașin. De-aici începe lanțul frumoaselor sate de mocani, înșirate pe spintecătura Cașinului, până-n Trotuș.
Alte sate care își trag originile din mocani se pot întâlni în zona colinară la limita județelor Vaslui si Bacău, cum ar fi Bărtăluș-Mocani, în timp ce locuitorii mocani ai localității băcăuane Poiana Sărată, de la poalele Muntelui Mușat, susțin că așezarea lor ar reprezenta „singurul sat de mocani din țară”, o evidentă exagerare care nu diminuează însă atașamentul sincer al acestora până în ziua de azi față de identitatea mocănească.
Poiana Sărată, azi băcăuană, este de fapt o așezare populată de mocani transilvăneni, care și-au păstrat până azi graiul specific. Localitatea, deși inclusă în 1949 în regiunea Bacău (ulterior în județul Bacău), este geografic situată în Transilvania, provincie căreia i-a aparținut istoric din totdeauna. Mocanii de aici, țuțuieni sau mărgineni ardeleni la origine, au fost invitați de împăratul Francisc I de Austria (Franz I.) care s-a aflat pe tronul de la Viena între 1804 și 1835, cu rolul de a înființa în 1821o așezare cu rol de garnizoană de frontieră în apropierea pasului Oituz. Inițial, autoritățile imperiale au preferat ca acest post de frontieră să fie colonizat de secui catolici, dar, după refuzul acestora, s-a recurs la serviciile mocanilor, renumiți pentru calitățile morale, dârzenia și frugalitatea necesare unor asemenea sarcini administrativ-militare complexe. Mocanii „grăniceri” de aici și-au păstrat însă legăturile cu mocanii sibieni, care se opreau adesea la Poiana Sărată în transhumanțele lor, în special cele care vizau sudul Rusiei. Uneori, mai ales după 1885, grupuri de mocani sibieni, însoțiți de mocani din Poiana Sărată, transhumau împreună, uneori nemaiîntorcându-se din acele zone sudice ale Rusiei europene respectiv din Crimeea, unde -potrivit istoricului Ștefan Meteș-, atrași de clima blândă și perspective finaciare prielnice, își întemeiau familii și achiziționau pământuri..
În 1918, Poiana Sărată a intrat cu restul Transilvaniei în componența României, parte a județului interbelic Trei Scaune. În anii '40, după dictatul de la Viena, așezarea a fost alipită Ungariei, iar trupele de jandarmi horthyști, iritate de prezența în secuime a acestui nucleu însemnat de români rebeli, cu aptitudini militare tradiționale, au comis atrocități împotriva lor. După revenirea Transilvaniei la România, așezarea nu a mai fost inclusa în județul Trei Scaune respectiv Regiunea Autonomă Maghiară, ci a fost anexată regiunii Bacău.
Comunitățile de oieri ca acelea din zona Întorsurii Buzăului din actualul județ Covasna sau din Soveja și Rucăreni (aceste două comune aflate în pasul Oituz la demarcația dintre Moldova și Transilvania, Rucărenii, având ca locuitori o comunitate de păstori originară din Rucăr-ul argeșean și cel brașovean) sunt denumite (sau se denumesc ele însele) de asemenea mocani. Însă această denumire a căzut în desuetudine.

În Moldova, dar și în alte regiuni în special Dobrogea, satele de mocani sunt riguros delimitate de cele de cojani. Termenul cojan (la care făcea referire adesea Nicolae Iorga), era de „locuitor originar din câmpie, fermier și cultivator de viță de vie”, în contrast cu mocanii crescători de animale. În timp ce cojanul era „podgorean”, mocanul era oier. Deși cele două comunitati au existat în imediată proximitate, ele nu s-au amestecat, contactele fiindu-le doar de natură comercială, mai puțin sociale:
Satele din jurul Oneștilor ca Răcăuți, Buciumi, Cașin, Mănăstirea Cașin sunt sate de mocani, iar cele ce coboară spre Adjud, formând comuna Ștefan cel Mare și comuna Căiuți, sunt sate de țărani numiți cojani, iar mai jos de Căiuți urmează iarăși trei sate de mocani: Bâlca, Borșani, și Coțofănești. Satul de răzeși Căiuți, cu denumirea veche de Posercani, are o vechime mare.

### Mocani, Moceani, Μότσιανοι
Un caz particular îl reprezintă satul Mociu , situat în zona deluroasă (impropriu numită) Câmpia Transilvaniei pe drumul care leagă Clujul de municipiul Reghin. Locuitorii din Mociu se numesc moceni sau moceani, iar zona are o puternică tradiție pastorală, reflectată într-un folclor muzical specific, similar până la identitate cu cel al saracacianilor. . Coincidența face ca o ramură a aromânilor din sudul munților Pind să fie cunoscută sub numele de moceani sau mociani. Unii antropologi au sugerat că denumirea mocean, respectiv mocan, ar fi o variantă a unui singur nume. Istoricul grec Asterios Koukoudhis îi încadra pe moceani sau mociani (pe grecește Μότσιανοι) în ramura aromanilor grămușteni care au originat din sudul munților Pind, din zona Aspropotamos (Ασπροποτάμου)
Autorul grec Ion Dragomis Alexis plasează originile mocenilor în munții situați la vest de Trikala în Tesalia de unde, unele grupuri s-au mutat la nord, în jurul orășelului Prototsani din Tracia de vest grecească, unde pot fi întâlnite, autodescriindu-se ca „eleni vlahofoni” (aromâni asimilați).

## Mocanii și aromânii: între fraternizare și antagonism
Mocanii, păstori români transilvăneni, care, după cum am văzut mai sus ajungeau - de regulă - în decursul transhumanței la sud de Dunăre, și în Cadrilater sau în împrejurimile Varnei, iar uneori în Rodopi și în Rumelia Orientală, i-au intâlnit adesea în peregrinările lor pe aromâni, mai ales ramura grămușteană a acestora. Se pare că uneori au coabitat, iar grupuri de aromâni s-au întors alături de mocanii mărgineni și s-au stabilit în Mărginimea Sibiului. Victor Păcală, în monografia pe care a dedicat-o marii comune mărginene a Rășinarilor, precizează că turmele mocanilor ajungeau până pe teritoriul de azi al Greciei. La rândul lor, aromânii și-au lăsat amprenta lingvistică asupra graiului local al mocanilor din Rășinari. Teodor Capidan precizează  că la Rășinari, verbul a fi se conjugă la persoana întâia singular sub forma mine/mini escu, ca la fărșeroți, grămușteni și probabil la saracaciani, spre deosebire de formele locale, transilvănene, io sunt, io-s, io îs, io mi-s și de cea a aromânilor pindeni io hiu (fiu). Unii mocani vrânceni din Soveja continuă să folosească același tip de conjugare, ușor alterată, sub forma mini esc. 
Un caz interesant îl reprezintă numele așezării Lupșa din mocănimea Văii Arieșului. Atât în graiul local cât și în aromâna sud-dunăreană, lupșă înseamna 'lupoaică'. Se pare că aidoma aromânei, graiul local al mocanilor a păstrat acest termen comun protoromânei. În graiul comunei Lupșa se folosește predominant perfectul simplu sau aorismul în locul perfectului compus, ceea ce este mai puțin specific în graiurile transilvănene, dar frecvent în aromână, în graiurile oltenești și în cele de la est de Olt în Vlașca etc.
Când politicianul pașoptist român, mai târziu prim-ministru al României, Ion Ghica l-a întâlnit pe aromânul născut în comuna din Epirul (azi grecesc) Sirakou(en) (Săracu), Ioan Coletti(roa-rup) (în grecește Kolet(t)is), care devenise primul prim-ministru al Greciei independente, l-a comparat pe acesta cu un „mocan”, după cum relatează Teodor Capidan (vezi bibliografie): relatările cele mai interesante, însoțite de mărturisiri proprii și câteva fraze aromânești spuse de Coletti, ni le dă Ghica în Scrieri, III, pp.99-106, ed. 1914.
Ion Ghica l-a întâlnit pe Coletti la Paris, în saloanele doamnei Champy, în calitate de „envoyé extraordinaire de Sa Majeste le roi des Grecs”. Potrivit autorului, „son Excellence le General Colleti” era „înalt, trupeș, frumos, îmbrăcat cu fustanelă, cu mintean și cepchen alb, cusut cu găitanuri albastre”. Ioan Ghica, intrând în vorbă cu Coletti și aflând că este român, i-a spus „și eu sburescu armânește” („și eu vorbesc aromânește”). Mai departe, Ghica adaugă „Coletti avea figura cea mai românească ce se poate vedea, ai fi zis că e un mocan de la Brașov. Se uita cu drag la mine când vorbeam românește și, cu un suspin în glas, mi-a zis: părintsil'i añei sburăscu mași armănește și-mi pare ghine că tsin'i la miletea noastră; h'im simpatriotsi” („părintii mei vorbesc numai aromânește și-mi pare bine că ții de neamul nostru; suntem compatrioți”).
Unii autori români susțin teoria radicală -deși dubioasă- că mocanii săceleni ar fi ei înșiși de origine sud-dunăreană, ipoteză care are potențialul exploziv de a redefini din temelii istoria unor comunități românești din Transilvania:
Mocanii săceleni provin din imigrarea de oieri sud-dunăreni, macedoromâni, de la 1392, consemnată de cronicarii Vasile și Radu Tempea de la Biserica Sf. Nicolae din Șcheii Brașovului (cf. Istoria Bisericilor Ortodoxe Române din Săcele, Brașov de Ștefan Casapu, vol. I, editată în 2000). Argumente în favoarea originii macedoromâne a mocanilor săceleni aduc și cercetătorii N. Densușianu, Ov. Densușianu, T. Papahagi și Elena Moroianu. Cel mai puternic argument pentru originea sud-dunareană a mocanilor săceleni o reprezintă faptul că aceștia practicau o transhumanță descendentă (așezările stabile sunt la munte, de unde se coboară la șes pentru pășunat). Respectând acest ritual secular, Gheorghe I. Median pleca cu turmele de oi în Balta Brăilei, unde, pe traseu, se oprea câteva zile în localitatea Bordei Verde de lângă Brăila, la vărul său primar Gala. Conform autorilor sus citați, Dobrogea era zona preferată a mocanilor săceleni în transhumanța lor, creându-se la Medgidia, în a doua jumătate a secolului al XIX-lea, centrul mocanilor săceleni. O parte din ei s-au stabilit în localitățile Hârșova, Vareș, Caramurat (azi M. Kogălniceanu), construind o biserică ortodoxă în anii 1881-1882 și o școală primară. În Dobrogea, tot mocanii săceleni au înființat Mănăstirea Cocoș

### Mocanii în Cadrilater, Bugeac și Crimeea
Deși Cadrilaterul a devenit parte a Regatului României abia în 1913, mocanii - în special cei mărgineni - au colonizat unele teritorii ale acestei provincii disputate deja cu multe decenii în prealabil. Mocanii din Tilișca sibiana au înființat localiatea Aidemir , aflată doar la 7 km. de Silistra deja prin 1860 - 1870. Aici, Eforia Școalelor românești a finanțat școli pentru copiii românilor mocani locali, în condițiile în care acest teritoriu era administrat de Bulgaria, ea însăși sub suzeranitatea otomană. Aceste școli se aflau sub aceeași tutelă ca acele destinate aromânilor din Grecia si Macedonia. După alipirea Cadrilaterului la România, zeci de mii de aromâni, mai ales grămușteni, dar și fărșeroți și pindeni, s-au alăturat mocanilor deja sedentarizați aici, fiind împroprietăriți cu terenuri agricole. Li s-au alăturat familii de cojani podgoreni din „vechiul regat” și câteva sute de români ziși „vlahi” de pe Valea Timocului. Aceste grupuri eterogene de români, uneori cu stil de viață și orizont diferite, aveau misiunea să apere hotarele nesigure ale Cadrilaterului în condițiile în care comitagii bulgari treceau adesea în România comițând atrocități și devastând așezările mocănești respectiv aromâne. Aceste tensiuni permanente s-au repercutat asupra relațiilor dintre grămușteni și mocani, încât unii grămușteni au ajuns să folosească termenul „mocan” în sens peiorativ. Mocanii, pe de altă parte, aveau pretenția de a fi „autohtoni”, ei având rădăcini mai vechi în Cadrilater. Aceste vechi fricțiuni își găsesc expresia până în ziua de astăzi, când o parte a aromânilor din România folosesc în continuare termenul peiorativ „mucan”, spre a-i desemna colectiv pe toți românii din România. 
Prezența mocanilor la sud de Dunare a fost bine documentată mai ales de misiunile diplomatice austriece, mocanii transilvaneni fiind la acea vreme supuși austrieci:
Despre „emigranți” vorbește Ion Ionescu de la Brad, descriind situația mocanilor oieri din târgul Bazargic, în Varna, în ținuturile Balcic, Silistra, Turtucaia și Rusciuc, unde aveau pășuni bogate pentru turmele lor. Autorul dă totodată numele a patru mocani din ținutul Balcic: Ion Munteanu, Vasile Milea, Dimitrie Bobinar, Nicolae Șchiopu.
În ceea ce privește transhumanța, consulul austriac din Rusciuc, raportează că, pe la 1850, pe câmpiile ținuturilor Silistra și Varna, pășunau peste un milion de oi ale oierilor români. Numai în 1883 și doar prin carantina Piua Pietrei trec la sud de Dunăre: 159.689 de oi, 8.661 de capre, 73.589 de cai, 264 de măgari, însoțiți de 1.029 de ciobani și de câinii lor. 
Colonizări de mocani au avut loc și în Bugeac și Crimeea, mai ales din sate mărginene ca Rod. Gheorghe Asachi i-a surprins pe acești mocani la Chilia, pe la jumatatea secolului al XIX-lea, în timpul unor dispute violente cu pirații sarazini care încercau să-i prade.  Alte grupuri de mocani pionieri s-au stabilit în Crimeea, Kuban și în nordul Caucazului.

## Legături externe
Arhivă vizuală mocani
- Costumație tradițională a momârlanilor (asemănătoare cu cea a mocanilor mărgineni) din împrejurimile Petroșanilor, romanianmuseum.com
- Un momârlan sau 'jian' înainte de primul război mondial, romanianmuseum.com
- Mocanii buciumeni Arhivat în 8 mai 2006, la Wayback Machine., buciumland.ro
- Mocani sălișteni în drum spre târg, enciklopedia.fazekas.hu